# Sydamerikanska mästerskapet i volleyboll för herrar
Sydamerikanska mästerskapet i volleyboll för herrar (spanska: Campeonato Sudamericano de Voleibol Masculino, portugisiska: Campeonato Sul-Americano de Voleibol Masculino) är en tävling för sydamerikanska landslag som organiseras av Confederación Sudamericana de Voleibol (CSV). Den första upplagan genomfördes i Brasilien 1951. De första åren genomfördes tävlingen med varierande frekvens, men sedan 1967 har den genomförts vartannat år. Brasilien har varit helt dominerande. De har vunnit alla mästerskap förutom 1964 (då de inte deltog) och 2023 (då de kom tvåa efter Argentina).

## Upplagor
| Säsong               | Säsong                                 | Podium    | Podium    | Podium    |
| År                   | Spelplats                              | Guld      | Silver    | Brons     |
| -------------------- | -------------------------------------- | --------- | --------- | --------- |
| 1951                 | Rio de Janeiro                         | Brasilien | Uruguay   | Peru      |
| 1956                 | Montevideo                             | Brasilien | Uruguay   | Paraguay  |
| 1958                 | Porto Alegre                           | Brasilien | Paraguay  | Uruguay   |
| 1961                 | Lima                                   | Brasilien | Chile     | Argentina |
| 1962                 | Santiago de Chile                      | Brasilien | Argentina | Venezuela |
| 1964                 | Buenos Aires                           | Argentina | Venezuela | Uruguay   |
| 1967                 | Santos                                 | Brasilien | Venezuela | Chile     |
| 1969                 | Caracas                                | Brasilien | Venezuela | Uruguay   |
| 1971                 | Montevideo                             | Brasilien | Uruguay   | Argentina |
| 1973                 | Bucaramanga                            | Brasilien | Argentina | Venezuela |
| 1975                 | Asunción                               | Brasilien | Venezuela | Argentina |
| 1977                 | Lima                                   | Brasilien | Venezuela | Argentina |
| 1979                 | Rosario                                | Brasilien | Venezuela | Paraguay  |
| 1981                 | Santiago de Chile                      | Brasilien | Argentina | Chile     |
| 1983                 | São Paulo                              | Brasilien | Argentina | Chile     |
| 1985                 | Caracas                                | Brasilien | Venezuela | Argentina |
| 1987                 | Montevideo                             | Brasilien | Argentina | Venezuela |
| 1989                 | Curitiba                               | Brasilien | Argentina | Venezuela |
| 1991                 | São Paulo                              | Brasilien | Argentina | Venezuela |
| 1993                 | Córdoba                                | Brasilien | Argentina | Chile     |
| 1995                 | Porto Alegre                           | Brasilien | Argentina | Venezuela |
| 1997                 | Caracas                                | Brasilien | Venezuela | Argentina |
| 1999                 | Córdoba                                | Brasilien | Argentina | Venezuela |
| 2001                 | Cali                                   | Brasilien | Argentina | Venezuela |
| 2003                 | Rio de Janeiro                         | Brasilien | Venezuela | Argentina |
| 2005                 | Lages                                  | Brasilien | Argentina | Venezuela |
| 2007                 | Viña del Mar                           | Brasilien | Argentina | Venezuela |
| 2009                 | Bogotá                                 | Brasilien | Argentina | Venezuela |
| 2011                 | Cuiabá                                 | Brasilien | Argentina | Venezuela |
| 2013                 | Cabo Frio                              | Brasilien | Argentina | Colombia  |
| 2015                 | Maceió                                 | Brasilien | Argentina | Colombia  |
| 2017                 | Santiago de Chile och Temuco           | Brasilien | Venezuela | Argentina |
| 2019 mer information | Santiago de Chile, Temuco och Mostazal | Brasilien | Argentina | Chile     |
| 2021 mer information | Brasília                               | Brasilien | Argentina | Chile     |
| 2023 mer information | Recife                                 | Argentina | Brasilien | Colombia  |

## Medaljörer
| Pos. | Lag       | Guld | Silver | Brons |
| ---- | --------- | ---- | ------ | ----- |
| 1    | Brasilien | 33   | 1      | -     |
| 2    | Argentina | 2    | 19     | 8     |
| 3    | Venezuela | -    | 10     | 12    |
| 4    | Uruguay   | -    | 3      | 3     |
| 5    | Chile     | -    | 1      | 6     |
| 6    | Paraguay  | -    | 1      | 2     |
| 7    | Colombia  | -    | -      | 3     |
| 8    | Peru      | -    | -      | 1     |